# Brian Helgeland
Brian Thomas Helgeland (Providence, Rhode Island; 17 de enero de 1961) es un guionista, productor y director de cine estadounidense. Es sobre todo conocido por los guiones de L.A. Confidential (por el cual ganó el Óscar al mejor guion), Mystic River y A Nightmare on Elm Street 4: The Dream Master. Helgeland también ha escrito y dirigido 42 (2013), un biopic de Jackie Robinson, y Legend (2015), sobre el auge y caída de los hermanos Kray.

## Biografía
Helgeland nació en Providence, Rhode Island, hijo de padres noruegos. Creció en New Bedford, Massachusetts. Estudió en la Universidad de Massachusetts Dartmouth y se trasladó a California para estudiar en la Universidad Loyola Marymount.

## Carrera
Helgeland escribió junto a Rhet Topham 976-EVIL, una comedia de terror que vendieron por 12 000 dólares. 976-EVIL fue la ópera prima como director del afamado actor Robert Englund, más conocido por su papel como Freddy Krueger. Englund recomendó a Helgeland en New Line Pictures, dado que la compañía quería filmar una nueva entrega de A Nightmare on Elm Street, dirigida esta vez por Renny Harlin. Helgeland cobró 70 000 dólares por el guion de A Nightmare on Elm Street 4: The Dream Master. Otro guion, esta vez para Autopista al infierno, le hizo ganar a Helgeland 275 000 dólares. Poco después escribió el guion de la película Conspiración, protagonizada por Mel Gibson y Julia Roberts. 
En 1998, Helgeland  ganó el Óscar al mejor guion adaptado por L.A. Confidential y el Razzie al peor guion por El mensajero del futuro, ambos en el mismo año. Solo Alan Menken como compositor y Sandra Bullock como actriz habían logrado anteriormente la misma marca. Aceptó el Razzie y se convirtió en la cuarta persona en recoger personalmente la estatuilla. Guarda el Razzie y el Óscar juntos "como un recuerdo de la naturaleza de Hollywood".
Helgeland escribió y dirigió A Knight's Tale (2001) y luego Devorador de pecados (2003), ambas protagonizadas por Heath Ledger, y 42 (2013). Trabajó con Clint Eastwood dos veces, en 2002 con Deuda de sangre, y en 2003 con Mystic River, por el que fue nominado al mejor guion nuevamente en los Óscar.
En 2004, Helgeland coescribió el guion de El ultimátum de Bourne, pero sin aparecer en los créditos.
En 2008 volvió a trabajar con el mismo equipo (Paul Greengrass como director y Matt Damon como actor) en el guion de Green Zone, después de que Tom Stoppard dejase el proyecto.
Helgeland escribió la adaptación de The Taking of Pelham 123, estrenada en 2009.

## Filmografía

### Cine
| Año  | Título                                        | Rol                            | Notas |
| ---- | --------------------------------------------- | ------------------------------ | --- |
| 1988 | A Nightmare on Elm Street 4: The Dream Master | Escritor                       | |
| 1988 | 976-EVIL                                      | Escritor                       | |
| 1992 | Autopista al infierno                         | Escritor y productor           | |
| 1995 | Asesinos                                      | Escritor                       | |
| 1997 | L.A. Confidential                             | Escritor                       | Óscar al mejor guion adaptado Boston Society of Film Critics Award for Best Screenplay Broadcast Film Critics Association Award for Best Screenplay Chicago Film Critics Association Award for Best Screenplay Edgar Allan Poe Award for Best Motion Picture Screenplay Florida Film Critics Circle Award for Best Screenplay Las Vegas Film Critics Society Award for Best Screenplay London Critics Circle Film Award for Screenwriter of the Year Los Angeles Film Critics Association Award for Best Screenplay National Society of Film Critics Award for Best Screenplay New York Film Critics Circle Award for Best Screenplay Online Film Critics Society Award for Best Screenplay San Diego Film Critics Society Award for Best Adapted Screenplay Satellite Award for Best Adapted Screenplay Society of Texas Film Critics Award for Best Adapted Screenplay Southeastern Film Critics Association Award for Best Adapted Screenplay USC Scripter Award Writers Guild of America Award for Best Adapted Screenplay Nominado — Globo de Oro al mejor guion cinematográfico Nominado — BAFTA al mejor guion adaptado |
| 1997 | Conspiracy Theory                             | Escritor                       | |
| 1997 | The Postman                                   | Escritor                       | Golden Raspberry Award for Worst Screenplay |
| 1999 | Payback                                       | Escritor y director            | Cognac Festival du Film Policier Audience Award |
| 2001 | A Knight's Tale                               | Escritor, director y productor | |
| 2002 | Deuda de sangre                               | Escritor                       | |
| 2003 | Mystic River                                  | Escritor                       | National Society of Film Critics Award for Best Screenplay PEN Center USA West Literary Award for Screenplay Satellite Award for Best Adapted Screenplay Southeastern Film Critics Association Award for Best Adapted Screenplay USC Scripter Award Washington D. C. Area Film Critics Association Award for Best Adapted Screenplay Nominado — Globo de Oro al mejor guion cinematográfico Nominado — BAFTA al mejor guion adaptado Nominado — American Screenwriters Association Award Nominado — Broadcast Film Critics Association Award for Best Screenplay Nominado — Chicago Film Critics Association Award for Best Screenplay Nominado — Edgar Allan Poe Award for Best Motion Picture Screenplay Nominado — London Critics Circle Film Award for Screenwriter of the Year Nominado — Online Film Critics Society Award for Best Screenplay Nominado — Writers Guild of America Award for Best Adapted Screenplay |
| 2003 | Devorador de pecados                          | Escritor, director y productor | |
| 2004 | Man on Fire                                   | Escritor                       | |
| 2009 | The Taking of Pelham 123                      | Escritor                       | |
| 2009 | Cirque du Freak: The Vampire's Assistant      | Escritor                       | |
| 2010 | Green Zone                                    | Escritor                       | |
| 2010 | Robin Hood                                    | Escritor                       | |
| 2013 | 42                                            | Escritor y director            | Hochi Film Award for Best Foreign Language Film Nominado — Image Award for Outstanding Writing in a Motion Picture |
| 2015 | Legend                                        | Escritor y director            | |
| 2019 | Gemini Man                                    | Escritor                       | |
| 2023 | Finestkind                                    | Escritor y director            | [ 12 ] |

## Premios y distinciones
Premios Óscar
| Año  | Categoría            | Película          | Resultado |
| ---- | -------------------- | ----------------- | --------- |
| 1998 | Mejor guion adaptado | L.A. Confidential | Ganador   |
| 2004 | Mejor guion adaptado | Mystic River      | Nominado  |